# Algertshausen (Aichach)
Algertshausen ist ein Stadtteil von Aichach und eine Gemarkung im schwäbischen Landkreis Aichach-Friedberg in Bayern.
Das Kirchdorf Algertshausen liegt westlich der Paar, der Hauptort Aichach liegt auf der gegenüberliegenden Flussseite.
Auf der Gemarkung Algertshausen liegt nur der Aichacher Gemeindeteil Algertshausen.

## Geographie
Algertshausen liegt im Donau-Isar-Hügelland und damit im Unterbayerischen Hügelland, das zum Alpenvorland, einer der Naturräumlichen Haupteinheiten Deutschlands, gehört.
Algertshausen liegt direkt westlich angrenzend an die Altstadt Aichach und ist mit dieser nahezu verwachsen. Die Untermühle liegt im Norden von Algertshausen, der Bahnhof Aichach im Osten. Sämtliche drei Orte werden von der Aichacher Altstadt durch die südwestlich-nordöstlich fließende Paar getrennt.
Östlich durch Algertshausen verläuft durch den Bahnhof Aichach die Paartalbahn von Augsburg-Hochzoll nach Ingolstadt.

## Geschichte
Die Gemeinde Algertshausen im Landkreis Aichach hatte 1964 eine Fläche von 244,59 Hektar und die drei Gemeindeteile Aichach, Algertshausen und Untermühle. Sie kam im Zuge der Gebietsreform in Bayern zum 1. Juli 1972 in den neu gegründeten Landkreis Augsburg-Ost, der später in Landkreis Aichach-Friedberg umbenannt wurde. Am 1. Januar 1974 wurde Algertshausen in die Stadt Aichach eingemeindet.
Der Gemeindeteile „Bahnhof“ und „Untermühle“ wurden auf Antrag der Stadt Aichach durch Bescheid des Landratsamtes Aichach-Friedberg vom 14. April 2022 aufgehoben.

## Kirche St. Peter und Paul

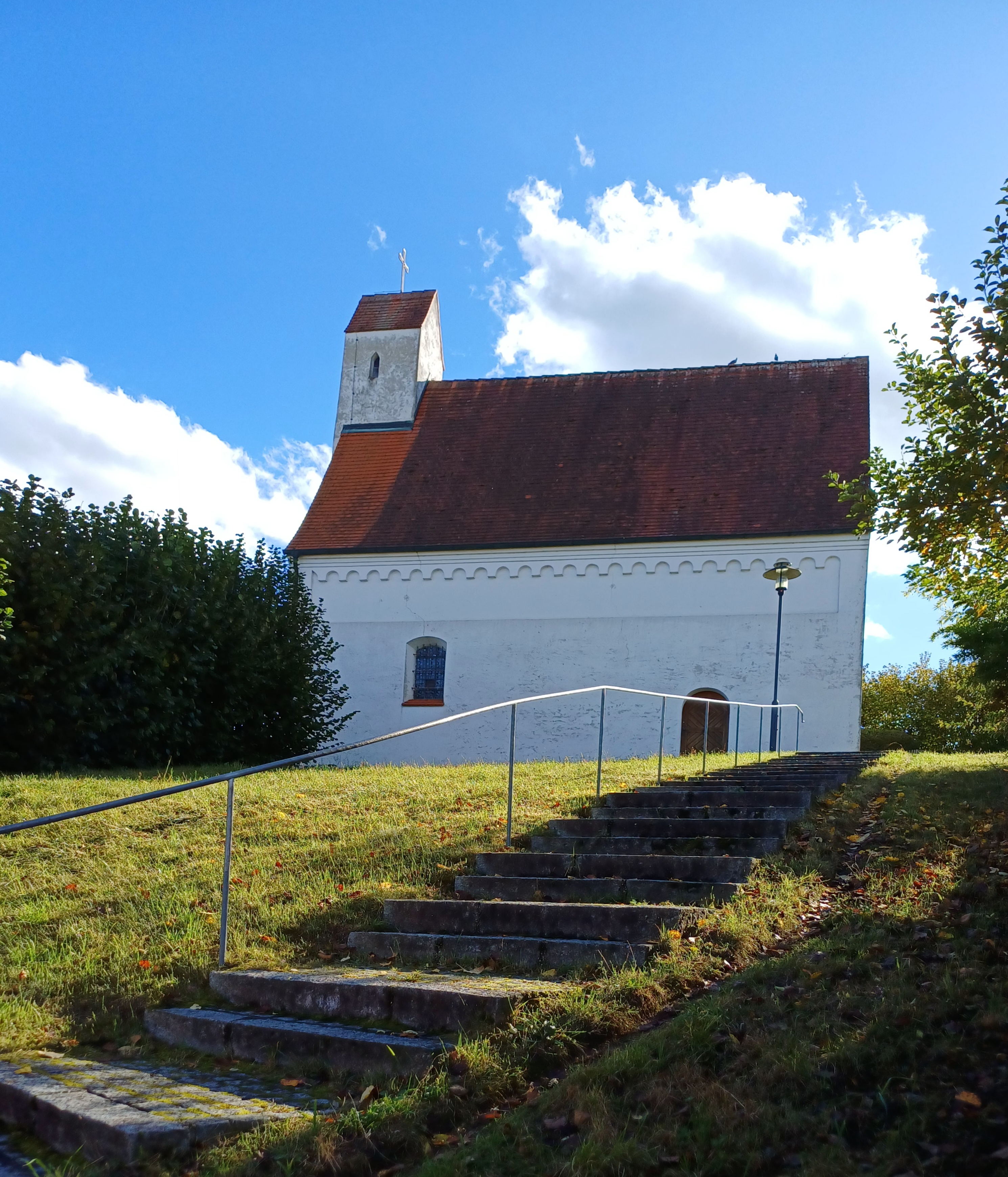
St. Peter und Paul

Die katholische Filialkirche St. Peter und Paul in Algertshausen gehört zur Pfarrei Mariä Himmelfahrt in Aichach. Es handelt sich um einen denkmalgeschützten spätromanischen, flachgedeckten Rechteckbau mit Dachreiter aus dem ersten Viertel des 13. Jahrhunderts, der im 17. Jahrhundert umgestaltet wurde.

## Bodendenkmäler
Siehe: Liste der Bodendenkmäler in Aichach

## Persönlichkeiten
- Siegfried IV. von Algertshausen, 40. Bischof von Augsburg von 1286 bis 1288 († 1288 in Augsburg)
- Ernst Mayer (* 1862 in Algertshausen; † 1932 in Würzburg), Rechtshistoriker
- Alfred Riepl (* 1925 in Algertshausen; † 2014), ehemaliger Bürgermeister von Aichach, Ehrenbürger von Aichach